# Vol Flydubai 981
Le 19 mars 2016, le Boeing 737-800 effectuant le vol Flydubai 981 entre Dubaï et Rostov-sur-le-Don en Russie s'écrase à 0 h 42 UTC lors de sa deuxième tentative d'atterrissage par mauvais temps. L'avion est détruit et les 55 passagers et sept membres d'équipage sont tués.
Au cours de l'arrivée, en approche de nuit dans des conditions météorologiques difficiles, les pilotes interrompent leur première tentative d'atterrissage et restent en circuit d'attente pendant près de deux heures avant de décider d'effectuer une deuxième tentative. Après avoir avorté ce nouvel essai, l'avion prend brusquement de l'altitude pendant la procédure de remise de gaz, puis descend rapidement avant de s'écraser sur la piste.

## Contexte

### Compagnie aérienne
Flydubai est une compagnie aérienne à bas coûts appartenant à l'État émirati, avec son hub à Dubaï. Flydubai a été fondée par le cheikh Ahmed bin Saeed Al Maktoum, président d'Emirates depuis 1985, nommé par son neveu Mohammed ben Rachid Al Maktoum l'émir de Dubaï. Flydubai est fondée en 2008, commence ses activités en 2009 et a poursuivi son expansion rapide ; fin 2015, elle dessert plus de 100 destinations, dont 11 en Russie.
En 2016, la flotte d'avions de Flydubai est uniquement composée de Boeing 737-800 NG dont 56 sont reçus et en activité à la date de l'accident, sur les 66 achetés depuis le salon de Farnborough en juillet 2008 où 50 avaient été achetés.
Flydubai a ouvert en septembre 2013 une liaison régulière entre Dubaï et Rostov-sur-le-Don avec deux vols réguliers par semaine.
La compagnie aérienne n'avait jamais eu d'accidents mortels auparavant. En 2015, Flydubai venait de passer avec succès l'audit de sécurité de l'IATA, et quelques jours avant l'accident, le 11 mars 2016, devenait membre officiel de l'organisation.

### Avion
L'appareil impliqué lors de cet accident est un Boeing 737-8KN, immatriculé A6-FDN, ayant le MSN 40241 et équipé de deux moteurs fabriqués par CFM International des CFM56-7B26. À la date de l'accident, l'avion a un peu plus de 5 ans. Il avait effectué son premier vol le 21 décembre 2010 et a été livré le 24 janvier 2011 à la compagnie aérienne à bas coûts Flydubai. L'avion avait passé une visite de maintenance de type C, C-Check en anglais, le 21 janvier 2016. Le vol FZ-981 avait suffisamment de kérosène pour 8 h 30 de vol. Il volait depuis 6 h au moment de l'impact.

### Équipage
Le commandant de bord est Aristos Sokratous, est âgé de 38 ans, est chypriote et a 5 965 heures d'heures de vol. Sokratous avait été pilote à la Malaysia Airlines puis Flydubai et était commandant depuis un an et demi. Avant l'accident, il avait formulé le désir de quitter la compagnie aérienne après avoir accepté un emploi de Ryanair, ce qui lui permettrait d'être basé avec sa famille à Chypre. Sa femme devait donner naissance à leur premier enfant quelques semaines après l'accident. Selon plusieurs collaborateurs de Flydubai, Sokratous aurait décidé de quitter la compagnie principalement à cause de problèmes de fatigue ou de mode de vie.
Le copilote, Alejandro Cruz Álava, est âgé de 37 ans, est espagnol, a 5 769 heures de vol et pilote chez Flydubai depuis 2013. Il avait déjà piloté dans deux compagnies régionales dans les îles Canaries espagnoles - Binter CV et Naysa - avant de rejoindre Flydubai.
Les deux pilotes connaissaient l'atterrissage à Rostov-sur-le-Don.

### Météo
Les conditions météorologiques à l'aéroport de Rostov-sur-le-Don ont été qualifiées de défavorables dans le rapport intermédiaire de l'agence chargée de l'enquête. La base des nuages était à 630 m (2 070 pieds), avec de légères averses de pluie et une brume. La vitesse du vent était de 13 m/s (29 miles/h ou 47 km/h), avec des rafales à 18 m/s (40 miles/h ou 65 km/h), provenant du 230°, avec de fortes turbulences et un cisaillement modéré du vent en approche finale.

## Déroulement des faits
Le vol FZ981, prévu à 17 h 45 UTC, quitte l'aérogare à 18 h 22 UTC et décolle de Dubaï à 18 h 37 UTC le 18 mars.
À 19 h 14 UTC le vol FZ981 atteint son altitude croisière au niveau FL360.
À 22 h 16 UTC le vol FZ981 commence sa descente depuis le niveau FL360.
22 h 20 UTC est l'heure prévue d'arrivée du vol FZ981 à Rostov.
À 22:23 et à 22:28 se posent sur la piste 22, respectivement, le vol S71159 (un Airbus A319 en provenance de Moscou-Domodedovo) et le vol U62758 (un Airbus A320 en provenance du Khodjent) à leur première approche de la piste 22.
À 22:39 UTC le vol FZ981 entame son approche finale pour la piste 22.
À 22 h 42 UTC (1 h 42, heure locale), au cours de l'approche initiale à une altitude de 525 mètres (1 725 pieds) à 6,7 km du seuil de piste le pilote a une alerte de cisaillement du vent. À 340 mètres (1 115 pieds) l'équipage fait une remise de gaz, pour rejoindre l'altitude de 1 500 m (FL50) puis de 2 450 m (FL80) vers le Nord-Est de la piste. L'avion est placé en circuit d'attente dans l'espoir d'une amélioration des conditions météorologiques. Il reste deux heures en attente, effectuant près de dix tours d'attente.
De 22:54 à 23 h 17 UTC le vol SU1166 (un Sukhoi Superjet 100-95B en provenance de Moscou-Cheremetievo) fait trois tentative d'atterrissage. À 23 h 20 il se déroute pour rejoindre Krasnodar.
À 0 h 28 UTC (3 h 28, heure locale) l'avion quitte le circuit d'attente et descend vers Rostov pour faire une deuxième tentative d’atterrissage sur la piste 22.
Alors que l'équipage effectue l'approche, toujours en manuel, il est décidé de faire une nouvelle remise de gaz à 220 mètres (721 pieds) d'altitude, 4,5 km avant la piste. La montée est amorcée à une vitesse verticale atteignant 20 m/s et la remise de gaz règle les moteurs à la poussée maximale selon la procédure TOGA - Take Off Go Around.
L'une des causes probables de la décision de remise des gaz est l'augmentation de 20 nœuds de la vitesse indiquée, atteignant 176 nœuds en 3 secondes, ce qui peut indiquer un cisaillement du vent.
Au cours de la remise des gaz, l'équipage règle les volets à 15° et rentre le train d'atterrissage.
À la hauteur de 1900 pieds (environ 600 m), après avoir atteint l'angle de cabré de 18°, le pilote aux commandes appuie sur le manche, ce qui entraîne la diminution de l'accélération verticale pouvant atteindre 0,5 et une augmentation de la vitesse d'avancement et, par conséquent, une rentrée automatique des volets de 15° à 10° puisque la vitesse devient supérieure à 200 nœuds.
La diminution à court terme de la poussée des réacteurs en 3 secondes a entraîné une diminution de la vitesse et une sortie des volets à 15°, bien que les sollicitations suivantes de l'équipage pour reprendre une poussée maximale au décollage et à la remise des gaz aient entraîné une augmentation de la vitesse et une remise des volets automatique à 10°. Les volets sont restés dans cette dernière configuration jusqu'à l'impact.
Le pilote aux commandes, en tirant sur le manche, a continué à monter à une vitesse verticale pouvant atteindre 16 m/s.
À une hauteur de 900 m, il y a eu une déflexion simultanée en piqué du manche et du stabilisateur de -2,5 degrés (6,5 unités) à +2,5 degrés (1,5 unité). Le FDR a enregistré un signal d'entrée du stabilisateur en piqué provenant du commutateur de compensation du stabilisateur du volant de commande pendant 12 secondes, tandis que l'enregistrement du CVR contient un bruit spécifique de rotation des roues de compensation situées des deux côtés du piédestal central. En conséquence, l'avion, après avoir grimpé jusqu'à environ 1000 m, s'est mis en descente avec une accélération verticale négative de -1g. Les mesures de récupération suivantes de l'équipage n'ont pas permis d'éviter un impact avec le sol.

Site de l'accident
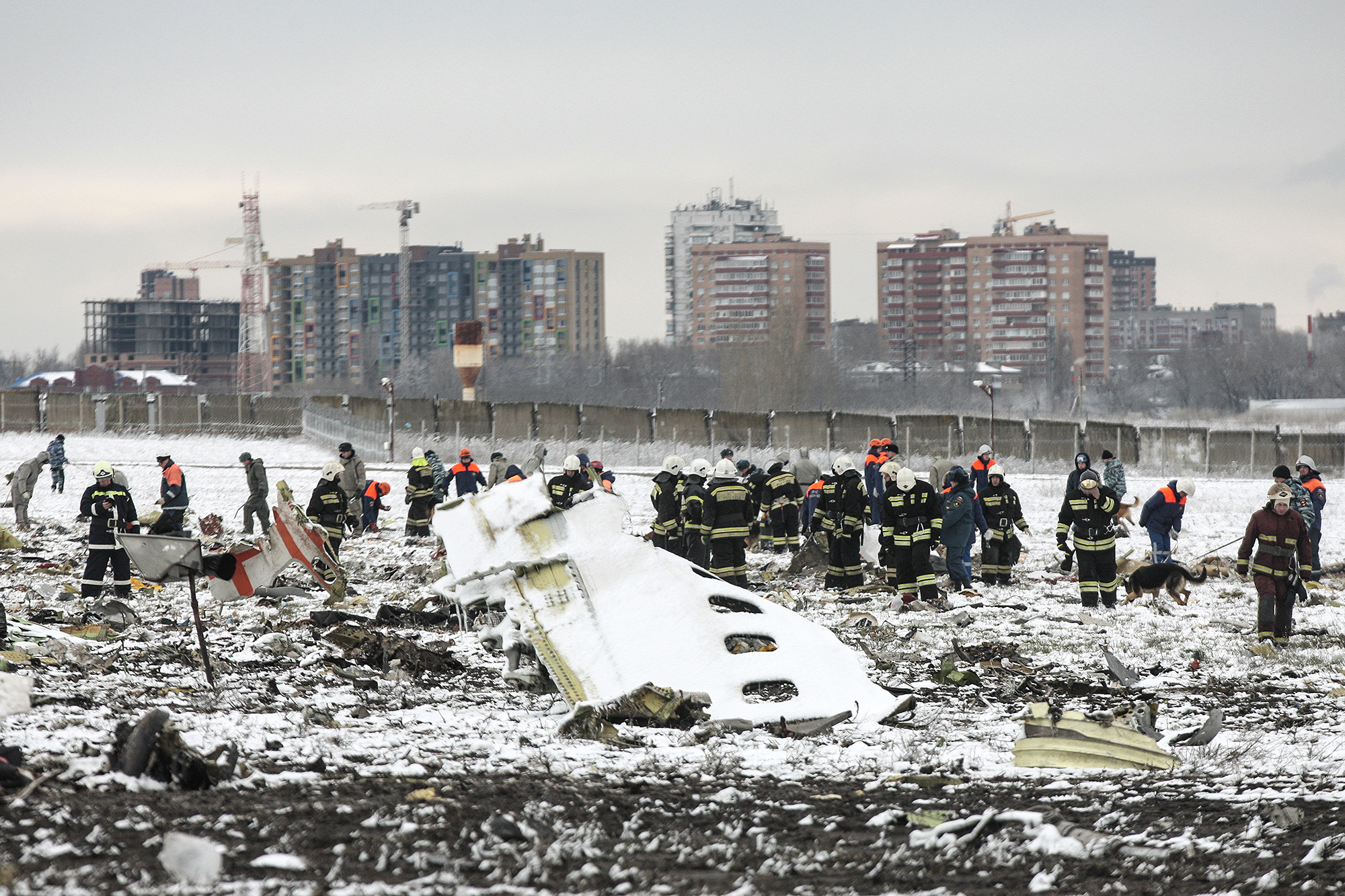
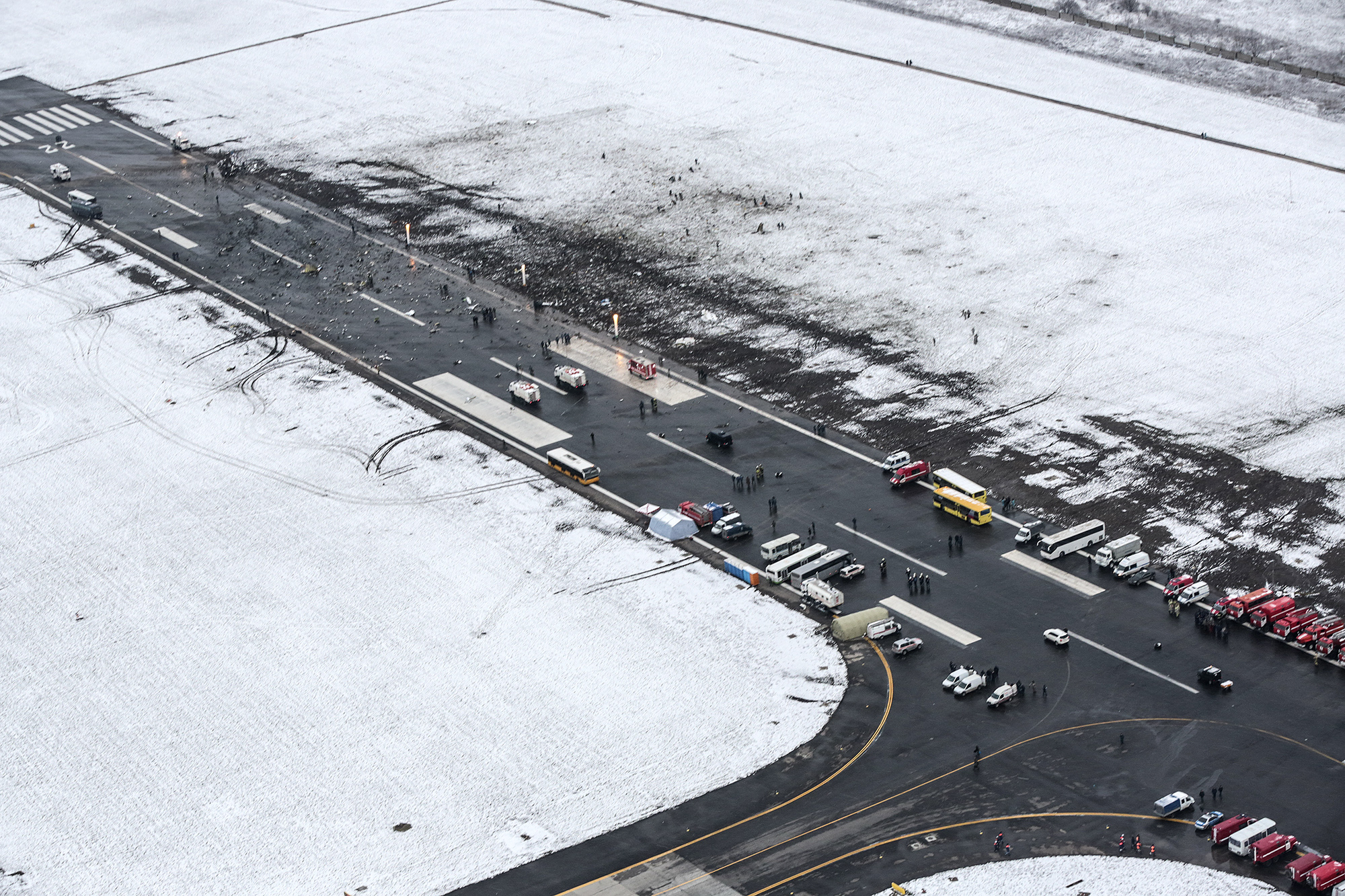
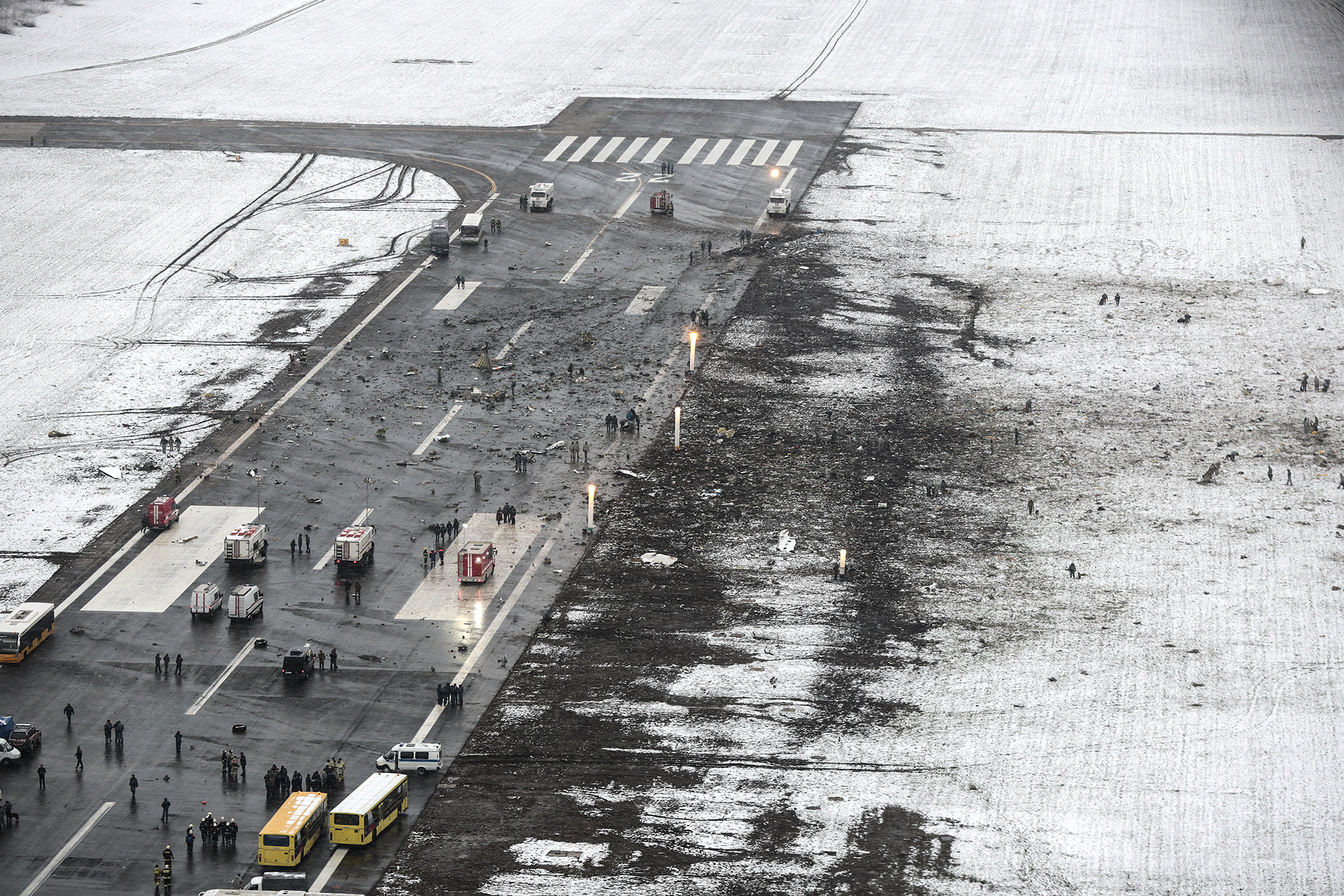
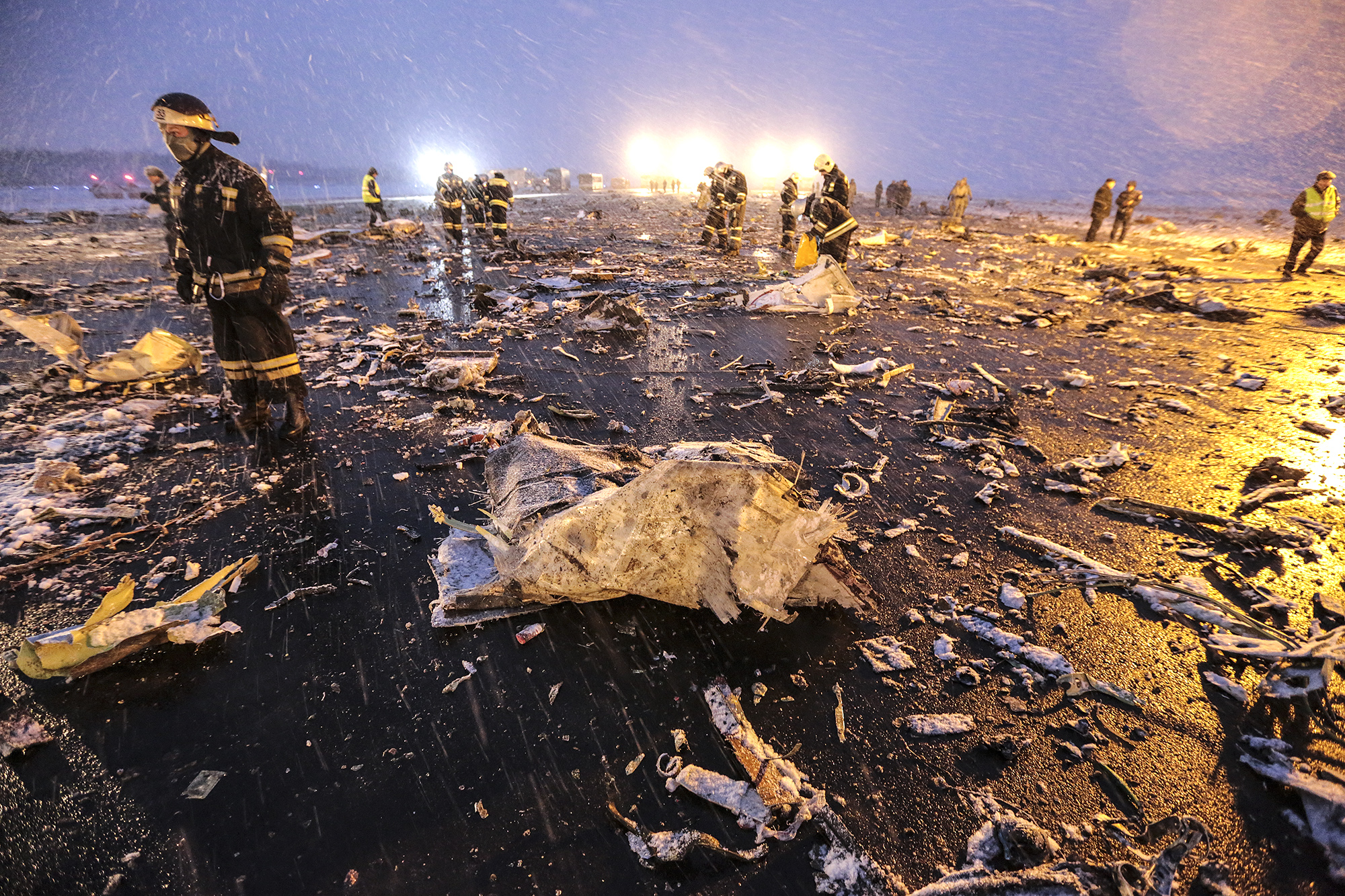

L'avion a heurté le sol à environ 120 m du seuil de piste, à plus de 600 km/h et à plus de 50 degrés en piqué. La violence de l'impact avec le sol pulvérise entièrement l'avion, des morceaux de l'avion étant éparpillés partout sur la piste 22 après le crash.

## Victimes
Il y a 55 passagers dont 4 enfants à bord : 44 Russes, 8 Ukrainiens, 2 Indiens et 1 Ouzbek.
Il y a 7 membres d'équipage, 2 PNT et 5 PNC
Il n'y a aucun survivant,,
| Nationalité  | Passagers | Équipage |
| ------------ | --------- | -------- |
| Russie       | 44        | 1        |
| Ukraine      | 8         |          |
| Inde         | 2         |          |
| Espagne      |           | 2        |
| Ouzbékistan  | 1         |          |
| Colombie     |           | 1        |
| Chypre       |           | 1        |
| Kirghizistan |           | 1        |
| Seychelles   |           | 1        |
| Total à bord | 55        | 7        |

## Enquête
Le jour de l'accident, une commission a été créée par le Comité inter-étatique sur l'aviation (IAC) russe pour enquêter sur les circonstances et les raisons de l'accident. Tout en étant conduit par les enquêteurs russes, la commission d’enquête réunit des représentants des autorités de l'aviation des Émirats arabes unis (l'exploitant de l'avion), des États-Unis (où l'avion a été conçu et produit) et de la France (où les moteurs de l'avion ont été conçus).
Les deux enregistreurs de vol ont été récupérés.
D'après les enquêteurs les pilotes auraient refait une remise des gaz avant l'atterrissage, mais le trim aurait tourné pour orienter l'avion vers le sol. L'avion étant trop bas, les pilotes ne pourront pas reprendre le contrôle.
Le rapport d'enquête provisoire recommande en matière de sécurité de donner une formation supplémentaire aux pilotes concernant les remise des gaz (abandon d'une procédure d'atterrissage et reprise d'une montée ; d'où « remise de gaz » en français et « go-around » en anglais. Formation à réaliser dans diverses conditions, notamment en mode de commande manuelle, avec deux moteurs fonctionnant à différentes hauteurs et avec des masses insignifiantes. Les recommandations soulignent aussi la nécessité d'introduire ces éléments de formation dans les entraînements sur simulateur. Analyser l'applicabilité des recommandations visant à prévenir les accidents et les incidents pendant la remise des gaz, élaborées par le BEA sur la base de l'étude de sécurité relative à la connaissance de l'état de l'avion pendant la remise des gaz.
Il est à noter que la génération suivante de 737-800 NG, le 737 Max 8, qui est directement dérivée des 737-800 NG (pas de qualification supplémentaire nécessaire pour les pilotes de 737-800 NG), a été équipée d'un système automatique de protection (MCAS) visant à aider les pilotes notamment lors de la procédure de remise de gaz. Cette aide informatique est remise en cause par deux accidents, l'un pour la compagnie Lion Air le 29 octobre 2018 et l'autre pour la compagnie Ethiopian Airlines le 10 mars 2019.

### Rapport final
Le 26 novembre 2019, l'IAC a publié son rapport final sur l'accident du vol 981, qui indique que la cause principale était une combinaison d'une configuration incorrecte de l'avion pour l'atterrissage, des erreurs de pilotage et de la perte ultérieure de conscience de la situation et une désorientation spatiale du commandant de bord, dans des conditions météorologiques nocturnes de vol aux instruments. 
La procédure de remise de gaz lors de l'interruption de la seconde approche, avec le train d'atterrissage et les volets rentrés, mais en appliquant la poussée maximale disponible, qui est compatible avec la manœuvre à effectuer en cas de cisaillement du vent, combinée à la légèreté de l'avion, a conduit à une assiette à cabrer excessive.

## Médias
L'accident a fait l'objet d'un épisode dans la série télévisée Air Crash nommé « Circuit d'attente » (saison 22, épisode 1).